# Åke Bergqvist
Åke Bergqvist, född 29 augusti 1900 i Ronneby, död 7 mars 1975 i Stockholm, var en svensk seglare.
Han seglade för KSSS. Han blev olympisk guldmedaljör i Los Angeles 1932.